# 和田成正
和田成正（わだ なりまさ、1986年2月20日 - ）は、日本の俳優。2012年7月31日まで劇団スパイスガーデンに所属していた。大阪府出身。

## 主な出演作品

### ドラマ
- セレぶり3（テレビ東京　2009年）第4話(写真のみ)
- 妄想姉妹〜文學という名のもとに〜（日本テレビ　2009年）第10話
- ザ・クイズショウ（ゴールデン版）（日本テレビ　2009年）レギュラー
- 深夜食堂（毎日放送/TBS　2009年）第7話
- サラリーマンNEOウィンタースペシャル2009（NHK　2009年)
- TAXMEN（TOKYO MX/テレビ神奈川　2010年）第2話
- プロゴルファー花（ytv/日本テレビ　2010年）第11話
- 宇宙犬作戦（テレビ東京　2010年）第0話
- ザ・ミュージックショウ（日本テレビ　2011年）
- ウルトラゾーン（日本テレビ　2012年）

### 映画
- シャッフル（2011年）

### 配信ドラマ
- 未来は今（Wii TV 2009年）
- 美しき日々よ（DOR@MO 2009年）第3話
- 春休みの恋人（フジテレビONE、フジテレビTWO、フジテレビ On Demand 2011年）
- 電報日和（フジテレビ　2011年）第1話

#### 舞台
- TEAM NACS ニッポン公演「WARRIOR〜唄い続ける侍ロマン」